# Neoempheria ferruginea
Neoempheria ferruginea är en tvåvingeart som först beskrevs av Enrico Adelelmo Brunetti 1912.  Neoempheria ferruginea ingår i släktet Neoempheria och familjen svampmyggor. Inga underarter finns listade i Catalogue of Life.